# Джабагиева, Джаннет Вассан-Гиреевна
Джанне́т (Дженне́т) Вассан-Гире́евна Джабаги́ева (по мужу — Скибне́вская; ингуш. ЖабагӀанаькъан Висангири Жанет; пол. Dżennet Dżabagi-Skibniewska; 15 апреля 1915, Петроград — 17 мая 1992, Грозный) — польская писательница, военная журналистка, участница польского сопротивления, дочь ингушского просветителя и политика Вассан-Гирея Джабагиева.

## Биография
Родители Джаннет познакомились в Санкт-Петербурге в 1910 году. Польке Хелен, будущей матери Джаннет, было в то время 19 лет. Она училась в институте благородных девиц, знала несколько языков.
Родилась в Санкт-Петербурге 15 апреля 1915 года. Была вторым ребёнком в семье. В 1921 году с матерью и двумя сёстрами переехала к отцу, который находился в эмиграции в Париже. Через три года семья в полном составе переехала на родину матери в Польшу. С девяти лет Джаннет стала учиться в гимназии имени Эмили Платер. Учась в гимназии записалась на курсы военной подготовки женщин. В 1935 году она сама стала преподавателем военной подготовки для женщин, а в 1939 году ей было присвоено звание поручика. Её муж был морским офицером.
После начала Второй мировой войны она участвовала в боевых действиях, была пропагандистом 3-й дивизии карпатских стрелков в Италии и Англии. Вместе с Созерко Мальсаговым участвовала в боевых операциях на территориях Польши, Германии, Франции. В бою под Монте-Косино (Италия) была тяжело ранена в ногу. Ампутации удалось избежать, но рана давала себя знать всю оставшуюся жизнь.
В составе армии Андерса Джабагиева прошла путь через Иран и Ближний Восток в Великобританию. Была военным журналистом, её отметили военными наградами правительства Англии и Польши. Дослужилась до звания полковника. Была единственной ингушкой в Войске Польском. Из-за полученных на войне ран была признана инвалидом 1-й группы. В 1947 году она вернулась на родину мужа в Польшу. В 1988 и 1992 годах ей удалось побывать на родине своего отца в Ингушетии. Под влиянием этих поездок она начала писать мемуары.
В мае 1992 года Джабагиева приехала на презентацию этой премии в столицу Чеченской Республики Ичкерия Грозный. Скончалась в Грозном 17 мая 1992 года. Её похоронили в Насыр-Корте рядом с дедом. На мусульманском кладбище Варшавы установлена могильная плита Джабагиевой. В Польше остались её сын и две дочери. Старшая сестра Халимат, профессор, скончалась в 1981 году в США. Младшая сестра Тамара живёт в Турции.

## Литературная деятельность
На литературные способности дочери обратил внимание ещё её отец, когда прочитал её школьное сочинение. В 13 лет она написала первый рассказ и отправила его в польский журнал «Варшавский курьер», в котором была рубрика для детей. Рассказ был одобрен редакцией журнала.
В 16 лет она написала рассказ о любви польской актрисы и чеченского абрека «В плену у абреков». Отец прочитал рассказ, внёс небольшие правки и разрешил указать своё имя рядом с именем дочери. В 1938 году рассказ был опубликован в журнале «Деловая женщина», а в 1992 году — переведён на русский язык и опубликован в газете «Сердало».
Для эвакуированных в Италию польских детей издавался журнал «Дзятва» («Детвора»), в котором Джабагиева печатала написанные для них рассказы, стихи и сказки.

## Память
Польский документалист Вальдемар Карват снял документальный фильм «Базрах, или Сон о вольном камне» о жизни Вассан-Гирея и Джаннет Джабагиевых. В 1993 году фильм получил Гран-при на фестивале документальных фильмов в Монте-Карло.
В 1992 году историк и общественный деятель Беслан Костоев учредил премию имени Вассан-Гирея Джабагиева.